# Romans (singolo)
Romans è un singolo del cantautore russo Nikolaj Noskov, il secondo estratto dal terzo album in studio Dišu tišinoj e pubblicato nel 2000. Il brano è stato scritto dal poeta Nikolaj Gumilëv.